# Su Suercone
Su Suercone, in sardo, è una dolina della superficie complessiva di circa 18 ha, situata nel Supramonte di Orgosolo (NU), nella Sardegna centro orientale.
Originata dal crollo di una gigantesca cavità carsica, si trova sull'altopiano di Donanigoro, ad una quota di 900 metri. Dalla caratteristica forma ad imbuto, il suo diametro è di circa 500 metri ed è profonda mediamente 200, raggiungendo nel suo punto più basso la quota di 685 metri. In prossimità del versante settentrionale si apre un inghiottitoio profondo circa 30 m, ancora parzialmente inesplorato e forse comunicante col resto dell'imponente ed esteso sistema carsico locale.
Nonostante le pareti ripide ed inaccessibili, tutta l'area è ricca di testimonianze preistoriche e di una ricca flora. Nella parte meridionale, un sentiero consente di raggiungere il fondo del cratere, dove esiste un microcosmo, ricco di particolari endemismi botanici. Il sito è stato visitato nel 1974 da una spedizione guidata da Elio Aste e vi fu scoperta una tomba nuragica. I resti umani, recuperati e sottoposti ad indagine antropologica, rivelarono particolari malattie di cui soffrivano le genti nuragiche.
Nel 1994 Su Suercone è stato riconosciuto dalla Regione Sardegna come monumento naturale; l'area naturale protetta occupa una superficie di 31,60 ha nella provincia di Nuoro.